# Шварц, Карл Герман Амандус
Карл Герман Амандус Шварц (нем. Karl Hermann Amandus Schwarz; 25 января 1843 — 30 ноября 1921) — крупный немецкий математик, член Берлинской академии наук, профессор Галльского, Цюрихского, Гёттингенского и Берлинского университетов.

## Биография
Герман Шварц родился в г. Хермсдорф (ныне Ежманова, Польша) в семье архитектора.
Обучался в гимназии в Дортмунде и там основным его увлечением стала химия. С целью более глубокого изучения этой науки он поступил в Берлинский технический университет.
Но под влиянием известных математиков Польке, Вейерштрасса и Куммера (на дочери последнего Шварц впоследствии женился), интересы Шварца сместились в сторону математики, в особенности геометрии.
Он защитил докторскую диссертацию в 1864 под руководством Вейерштрасса.
В 1865 г. Герман открыл так называемую «минимальную поверхность Шварца», что повлияло на развитие теории минимальных поверхностей, вариационное исчисление, теорию аналитических функций и теорию конформных отображений.
В 1867 Шварц стал приват-доцентом Университета в Галле и преподавал в Цюрихе, а с 1875 возглавил кафедру математики в Гёттингене.
После Шварц интенсивно занимался математикой в Берлине, где параллельно возглавил добровольную бригаду содействия пожарным и даже работал на железнодорожном вокзале.
В результате он получил замечательные результаты в различных областях математики — исследованиях минимальных поверхностей, в комплексном анализе, теории дифференциальных уравнений, функциональном анализе (где сформулировал неравенство, известное ныне под именем неравенства Шварца), предложил решение проблемы Дирихле для произвольных контуров, составил таблицу формул для эллиптических функций типа Вейерштрасса.
В конце жизни семья Шварца испытывала значительные материальные трудности, что подкосило и без того слабое здоровье учёного.
Умер он в Берлине в 1921 году.

## Научный вклад
В 1864 году Герман дал элементарное доказательство теоремы Польке — Шварца: всякий невырождающийся полный четырёхугольник можно рассматривать как параллельную проекцию тетраэдра наперёд заданной формы.
В области элементарной геометрии Шварц доказал, что в любой остроугольный треугольник можно вписать только один треугольник с минимальным периметром, причем его вершинами являются основания высот исходного треугольника.
Шварц исследовал понятие симметрии, четко сформулировал и обосновал так называемый принцип симметрии Римана — Шварца.
В 1885 году Шварц с помощью построения основной частоты мембраны доказал существование собственных колебаний для двумерного случая и более высоких размерностей.
В 1890 году Шварц предложил конструкцию, позже названную «сапогом Шварца».
Он показал, что для случая цилиндра безобидный на первый взгляд метод триангуляции может дать для площади боковой поверхности любую величину, начиная от истинного значения {\displaystyle 2{\cdot }\pi } до бесконечности.
То есть он продемонстрировал один из подвохов, которых нужно избегать, давая определение площади поверхности через приближение многогранниками.
Разработал специальный вид интеграла, носящий название: интеграл Кристоффеля — Шварца.
Это позволило аналитически выявлять конформные отображения многоугольных областей.
В частности Шварц вычислил, как выглядели бы на кругообразной карте параллели и меридианы страны в виде квадрата.